# Zabór (gemeente)
De gemeente Zabór is een landgemeente in het Poolse woiwodschap Lubusz, in powiat Zielonogórski.
De zetel van de gemeente is in Zabór.
Op 30 juni 2004 telde de gemeente 3418 inwoners.

## Oppervlakte gegevens
In 2002 bedroeg de totale oppervlakte van gemeente Zabór 93,34 km², waarvan:
- agrarisch gebied: 37%
- bossen: 49%

De gemeente beslaat 5,94% van de totale oppervlakte van de powiat.

## Demografie
Stand op 30 juni 2004:
| Omschrijving                   | Totaal | Totaal | Vrouwen | Vrouwen | Mannen | Mannen |
| ------------------------------ | ------ | ------ | ------- | ------- | ------ | ------ |
| eenheid                        | aantal | %      | aantal  | %       | aantal | %      |
| inwoners                       | 3418   | 100    | 1696    | 49,6    | 1722   | 50,4   |
| bevolkingsdichtheid (inw./km²) | 36,6   | 36,6   | 18,2    | 18,2    | 18,4   | 18,4   |

In 2002 bedroeg het gemiddelde inkomen per inwoner 1444,84 zł.

## Administratieve plaatsen (sołectwo)
Czarna, Dąbrowa, Droszków, Łaz, Milsko, Przytok, Tarnawa, Zabór.

## Overige plaatsen
Mielno, Proczki, Przytoczki, Rajewo, Wielobłota.

## Aangrenzende gemeenten
Bojadła, Otyń, Sulechów, Trzebiechów, Zielona Góra